# Ligne Tōbu Nikkō
Ne doit pas être confondu avec Ligne Nikkō.
La ligne Tōbu Nikkō (東武日光線, Tōbu Nikkō-sen) est une ligne ferroviaire de la compagnie privée Tōbu dans la région de Kantō au Japon. Elle relie la gare de Tōbu-dōbutsu-kōen dans la préfecture de Saitama à celle de Tōbu-Nikkō dans la préfecture de Tochigi.
Sur les cartes, la ligne Tōbu Nikkō est de couleur orange et les stations sont identifiées par les lettres TN suivies d'un numéro.

## Histoire
La ligne a été ouverte le 1er octobre 1929.

## Caractéristiques

### Ligne
- Longueur : 94,5 km
- Ecartement : 1 067 mm
- Alimentation : 1 500 Vcc par caténaire
- Nombre de voies : double voie

### Tracé
|  |

### Services et interconnexions
La ligne est interconnectée avec :
- la ligne Skytree à Tōbu-dōbutsu-kōen,
- la ligne Utsunomiya à Kurihashi (services communs avec la JR East vers Shinjuku),
- la ligne Tōbu Utsunomiya à Shin-Tochigi,
- la ligne Tōbu Kinugawa à Shimo-Imaichi.

### Liste des gares
La ligne comporte 26 gares, numérotées TS-30 et de TN-01 à TN-25.
| Numéro | Gare                | Nom japonais | Distance (km) | Correspondances                       | Localisation | Localisation          |
| ------ | ------------------- | ------------ | ------------- | ------------------------------------- | ------------ | --------------------- |
| TS-30  | Tōbu-dōbutsu-kōen   | 東武動物公園 | 0             | Tōbu : Skytree (interconnexion)       | Miyashiro    | Préfecture de Saitama |
| TN-01  | Sugito-Takanodai    | 杉戸高野台   | 3,2           |                                       | Sugito       | Préfecture de Saitama |
| TN-02  | Satte               | 幸手         | 5,8           |                                       | Satte        | Préfecture de Saitama |
| TN-03  | Minami-Kurihashi    | 南栗橋       | 10,4          |                                       | Kuki         | Préfecture de Saitama |
| TN-04  | Kurihashi           | 栗橋         | 13,9          | JR East : Utsunomiya (interconnexion) | Kuki         | Préfecture de Saitama |
| TN-05  | Shin-Koga           | 新古河       | 20,6          |                                       | Kazo         | Préfecture de Saitama |
| TN-06  | Yagyū               | 柳生         | 23,6          |                                       | Kazo         | Préfecture de Saitama |
| TN-07  | Itakura Tōyōdai-mae | 板倉東洋大前 | 25,6          |                                       | Itakura      | Préfecture de Gunma   |
| TN-08  | Fujioka             | 藤岡         | 29,5          |                                       | Tochigi      | Préfecture de Tochigi |
| TN-09  | Shizuwa             | 静和         | 37,3          |                                       | Tochigi      | Préfecture de Tochigi |
| TN-10  | Shin-Ōhirashita     | 新大平下     | 40,1          |                                       | Tochigi      | Préfecture de Tochigi |
| TN-11  | Tochigi             | 栃木         | 44,9          | JR East : Ryōmō                       | Tochigi      | Préfecture de Tochigi |
| TN-12  | Shin-Tochigi        | 新栃木       | 47,9          | Tōbu : Utsunomiya (interconnexion)    | Tochigi      | Préfecture de Tochigi |
| TN-13  | Kassemba            | 合戦場       | 50,0          |                                       | Tochigi      | Préfecture de Tochigi |
| TN-14  | Ienaka              | 家中         | 52,4          |                                       | Tochigi      | Préfecture de Tochigi |
| TN-15  | Tōbu Kanasaki       | 東武金崎     | 56,6          |                                       | Tochigi      | Préfecture de Tochigi |
| TN-16  | Niregi              | 楡木         | 61,2          |                                       | Kanuma       | Préfecture de Tochigi |
| TN-17  | Momiyama            | 樅山         | 64,2          |                                       | Kanuma       | Préfecture de Tochigi |
| TN-18  | Shin-Kanuma         | 新鹿沼       | 66,8          |                                       | Kanuma       | Préfecture de Tochigi |
| TN-19  | Kita-Kanuma         | 北鹿沼       | 69,8          |                                       | Kanuma       | Préfecture de Tochigi |
| TN-20  | Itaga               | 板荷         | 74,9          |                                       | Kanuma       | Préfecture de Tochigi |
| TN-21  | Shimo-Goshiro       | 下小代       | 78,5          |                                       | Nikkō        | Préfecture de Tochigi |
| TN-22  | Myōjin              | 明神         | 81,3          |                                       | Nikkō        | Préfecture de Tochigi |
| TN-23  | Shimo-Imaichi       | 下今市       | 87,4          | Tōbu : Kinugawa (interconnexion)      | Nikkō        | Préfecture de Tochigi |
| TN-24  | Kami-Imaichi        | 上今市       | 88,4          |                                       | Nikkō        | Préfecture de Tochigi |
| TN-25  | Tōbu-Nikkō          | 東武日光     | 94,5          | JR East : Nikkō (à Nikkō)             | Nikkō        | Préfecture de Tochigi |